# 永瀬ようすけ
永瀬 ようすけ（ながせ ようすけ）は、日本の漫画家。杉並区在住。代表作は『やみのさんしまい』、『生まれる価値のなかった自分がアンナのためにできるいくつかのこと』、『さよならノクターン』。「墟とか横丁とか路地とか土偶とか喫茶店」の愛好者。

## 来歴
2009年、「ばかたん」で第13回シリウス新人賞の奨励賞を受賞。2010年に『月刊少年シリウス』（講談社）で代理原稿として掲載された『やみのさんしまい』がそのまま連載化され漫画家デビューする。同作は2013年に打ち切りとなり、最終回を迎える。
2013年に創刊された『月刊アクション』（双葉社）の創刊号より、『生まれる価値のなかった自分がアンナのためにできるいくつかのこと』の連載を開始。2014年には同誌の作家陣の一員として扱われていた。同作が2015年2月に完結を迎えた後は、同年8月より『ヤングエース』（KADOKAWA）にて青春群像劇の『さよならノクターン』の連載を開始。2016年には『コミックフラッパー』（同）にて、ストーカー男を題材にした恋愛コメディ『純愛と珈琲はブラックで！』の連載を開始。同年12月、『さよならノクターン』が完結。
2018年、Twitterでも発表を行っていた「実録恋愛漫画」作品『実話だよ!! メンヘラ彼女』を『コミックフラッパー』にて連載。同作は単行本化の際、『実話マンガ 愛が重たい女の子とばかりつきあう俺のヒリヒリ恋愛日記』に改題されている。

## 作品リスト

### 連載
- やみのさんしまい（『月刊少年シリウス』2010年2月号[3] - 2013年5月号[4]、講談社、全6巻）
  - やみのさんしまい[旅行版]（『ネメシス』No.1[16] - #10秋号[17]）
  - 委員長戦士めがめがピーチ（『ネメシス』No.7[4] - #10秋号[4]） - 『やみのさんしまい』第6巻に収録[4]
- 斑目先生の妄想学級日誌（『ガンガンONLINE』2013年9月5日 - 2014年9月18日、スクウェア・エニックス、全2巻）
- 生まれる価値のなかった自分がアンナのためにできるいくつかのこと（『月刊アクション』2013年7月号（創刊号[5]） - 2015年4月号[7]、双葉社、全3巻）
- さよならノクターン（『ヤングエース』2015年9月号[8] - 2017年1月号[11]、KADOKAWA、全3巻）
- 純愛と珈琲はブラックで！（『コミックフラッパー』2016年5月号[9] - 2017年4月号、KADOKAWA・メディアファクトリー、全2巻）
- 実話マンガ 愛が重たい女の子とばかりつきあう俺のヒリヒリ恋愛日記（『コミックフラッパー』2018年5月号[12] - 2018年10月号[13]、KADOKAWA・メディアファクトリー、全1巻） - 連載時のタイトル『実話だよ‼︎メンヘラ彼女』より改題[14][15]
- クラスにいじめはありません（『ピッコマ』独占先行配信[18]2019年12月[19] - 2021年5月、全2巻（2巻は電子書籍のみ））
- あ！ 野生のお嬢様がとびだしてきた!!（『少年マガジンエッジ』2022年10月号[20] - 2023年11月号[21]、講談社、既刊2巻）